# Jaroslav Tetiva
Jaroslav Tetiva (nacido el 4 de febrero de 1932 en Chomutov, Checoslovaquia - circa marzo de 2021) fue un jugador checo de baloncesto. Consiguió 3 medallas en competiciones internacionales con Checoslovaquia.